# BNP Paribas CIB
BNP Paribas Corporate and Institutional Banking (CIB) este brațul bancar de investiții la nivel mondial al BNP Paribas, cel mai mare grup bancar din lume. În octombrie 2010, BNP Paribas a fost clasată de Bloomberg și Forbes drept cea mai mare bancă și cea mai mare companie din lume, prin active de peste 3,1 trilioane de dolari. Principalele centre BNP Paribas CIB se află la Paris și la Londra, cu operațiuni la scară largă în New York, Hong Kong și Singapore și operațiuni mai mici în aproape fiecare centru financiar din lume. Angajează 185.000 de angajați din 56 de țări și oferă servicii de finanțare, consultanță și piețe de capital. BNP Paribas CIB este un lider recunoscut la nivel mondial în două domenii de expertiză: tranzacționarea instrumentelor derivate pentru toate clasele de active și finanțarea structurată. BNP Paribas CIB are, de asemenea, o mare rețea de consultanță corporativă în Europa și Asia. BNP Paribas CIB are 13.000 de clienți, format din companii, instituții financiare, guverne, fonduri de investiții și fonduri speculative.
BNP Paribas CIB beneficiază de baza de active mare a grupului (peste 2 trilioane de euro) și de modelul de afaceri divers și se dovedește rezistentă în criza economică și financiară care afectează sectorul bancar din 2007. Veniturile de la BNP Paribas CIB au aproape că s-au dublat în trimestrul doi 2009, întrucât cererea de investitori robustă a sporit veniturile din unitatea de afaceri de tranzacționare cu venituri fixe a băncii. Veniturile CIB au fost de 3,351 miliarde EUR (4,82 miliarde USD) pentru trimestru, în creștere cu 81% față de al doilea trimestru al anului 2008, după venituri record de 3,696 miliarde EUR în primul trimestru 2009.

## Legături externe
- Site web oficial